# Mimosa sprengelii
Mimosa sprengelii là một loài thực vật có hoa trong họ Đậu. Loài này được DC. miêu tả khoa học đầu tiên năm 1825.